# André Link

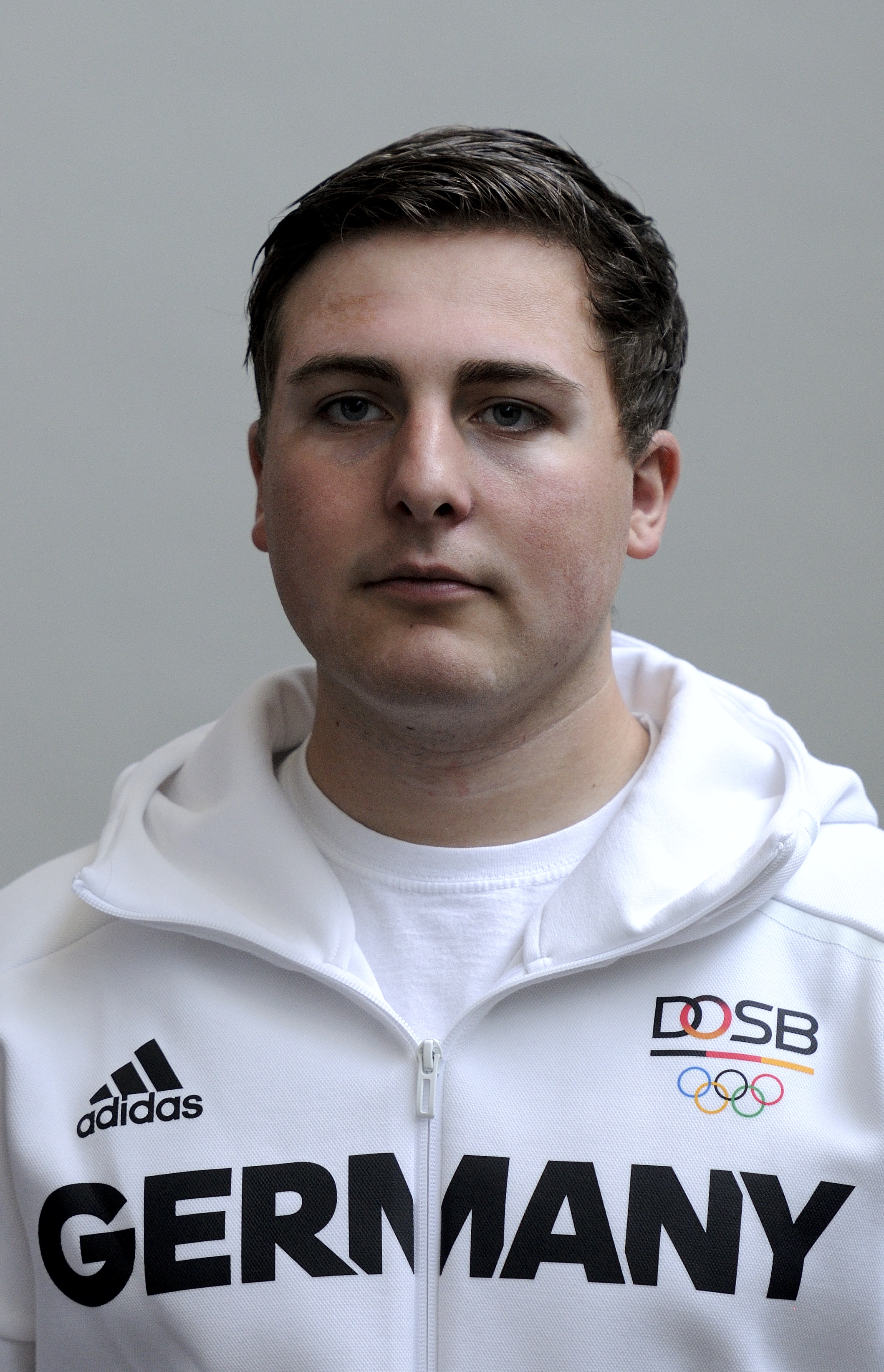
André Link bei der Olympia-Einkleidung 2016

André Link (* 13. Dezember 1994 in Bietigheim-Bissingen) ist ein deutscher Sportschütze in der Disziplin Kleinkalibergewehr (KK).
André Link lebt in Pforzheim und startet für den SSV Mundelsheim. 2013 war Link Junioreneuropameister im Dreistellungskampf. 2014 belegte er bei den Juniorenweltmeisterschaften den vierten Platz im Liegend-Schießen. 2015 gewann er den Weltcup in München im Dreistellungskampf. Im Jahr darauf verpasste er beim Weltcup in München durch einen Materialdefekt im letzten Schuss das Finale, als bestplatziertem deutschen Teilnehmer gelang ihm aber gleichwohl die Qualifikation für die Olympischen Spiele in Rio de Janeiro. Link erreichte im Dreistellungskampf das Finale und beschloss sein Olympiadebüt mit einem fünften Platz.